# 弾丸登山

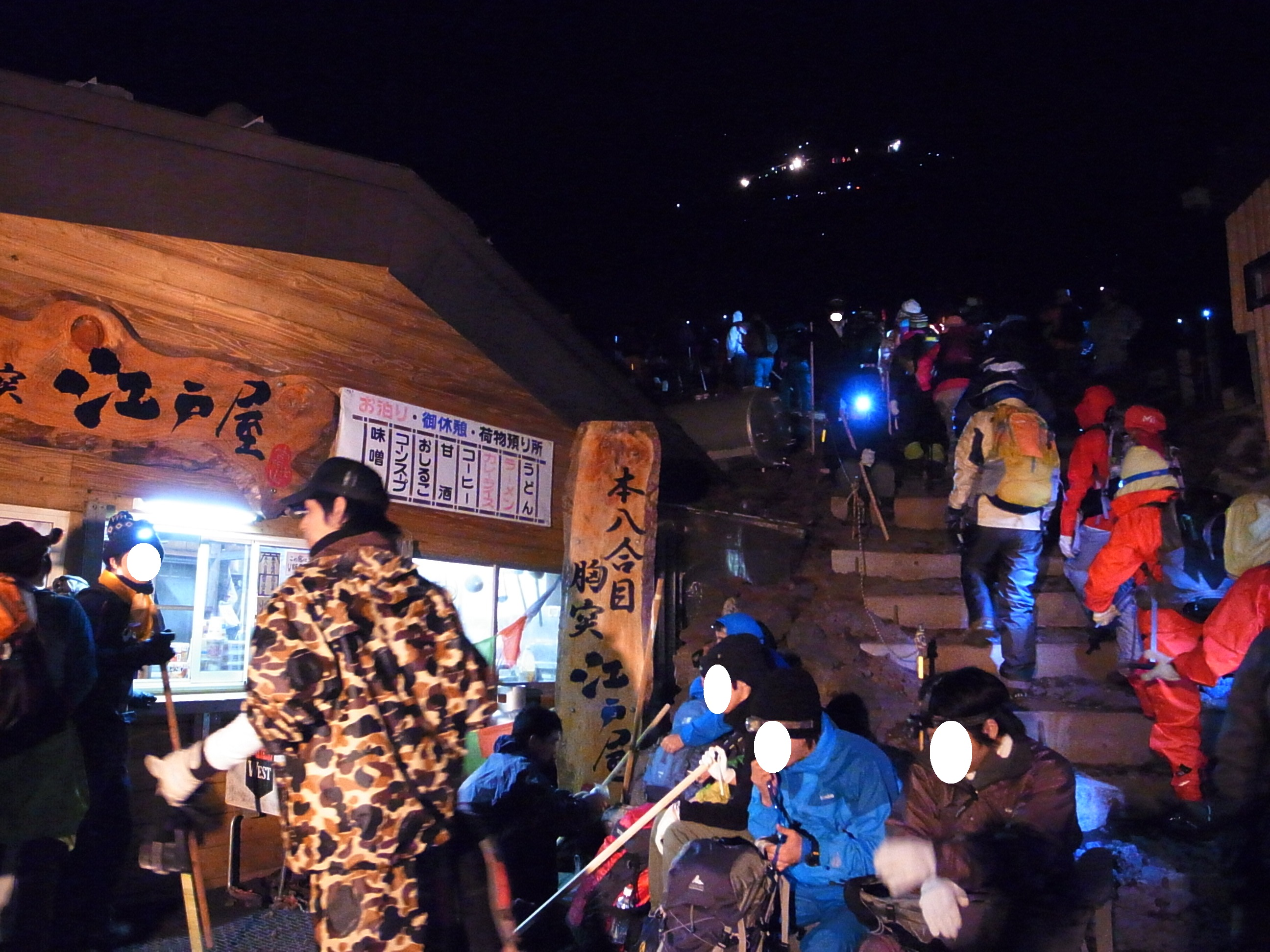
夜の登山
（富士山）

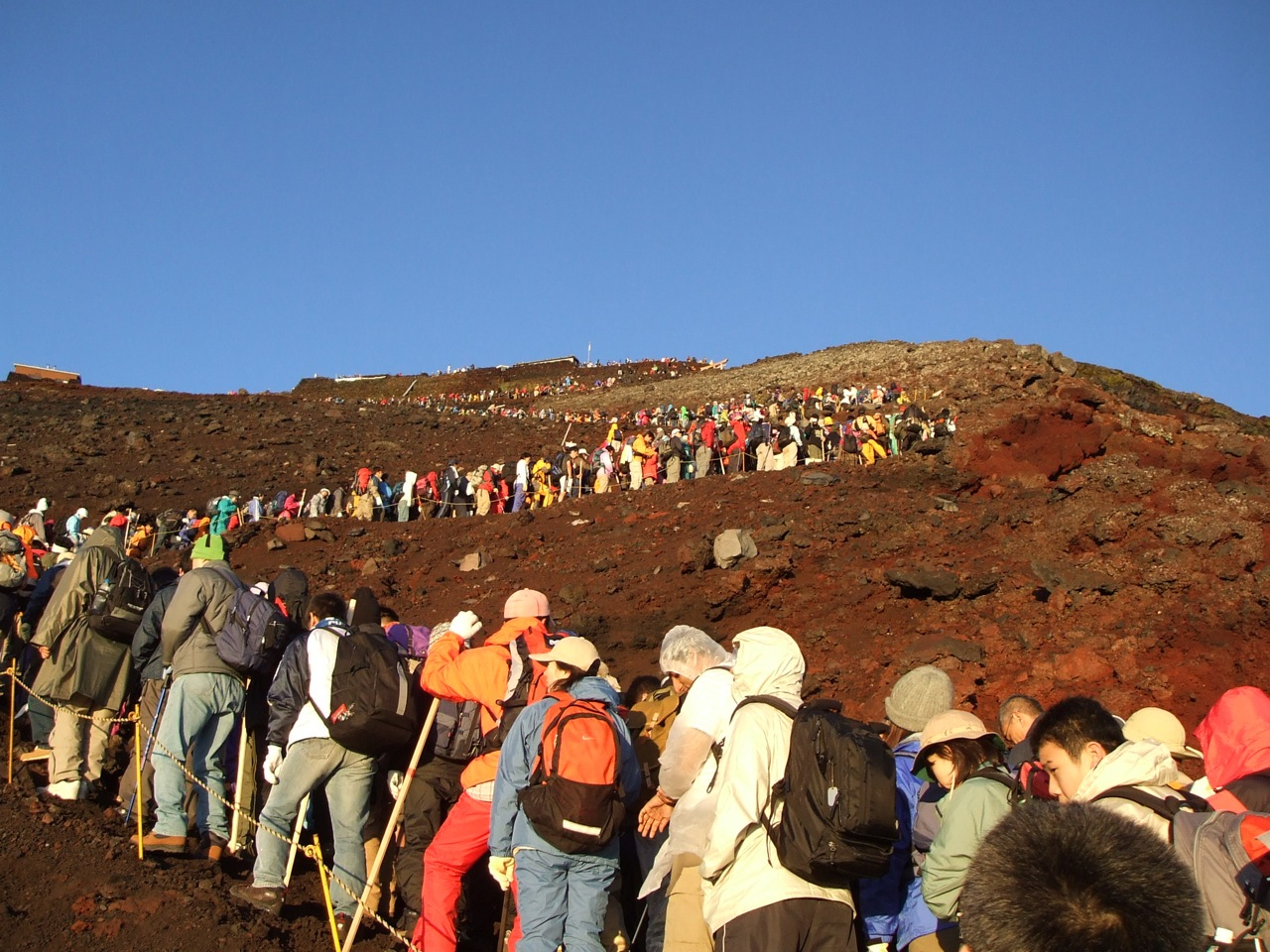
登山道の渋滞
（富士山）

弾丸登山（だんがんとざん）とは、山小屋などで十分な休息をとらないで一気に頂上を目指す登山のことである。この用語に明確な定義はない。日本で一番高く人気のある富士登山で特に問題視される。

## 富士山における概要
富士山の弾丸登山とは、「五合目を夜間に出発し、山小屋に泊まらず、夜通しで一気に富士山頂を目指し、山頂で日の出を見てすぐに下山する登山形態（0泊2日や日没後出発の日帰り登山）」である。富士山弾丸登山をする人の動機は、頂上での日の出（"ご来光"）を見るためである。

### 問題点、危険性
高山病のリスクの増加
そもそも富士山のような高山を短時間で登ることは身体が高度順応する余裕が無くただでさえ（日中の登山ですら）高山病を発症しやすいが、夜間に睡眠不足状態で十分な休息の無い弾丸登山を行うと特に高山病を発症し吐き気、頭痛、めまいなどの症状に襲われるリスクがさらに高まる。
低体温症のリスクの増加
富士山頂は夏でも最低気温が氷点下になるほど低温なので、弾丸登山や日帰り軽装登山では低体温症のリスクが高まる。
登山道の渋滞と事故
特に山頂付近の登山道で夜明け前後に渋滞が発生しがちであり、混雑による事故が発生しやすい。
落石、滑落
夜間の登山は足下や周囲が暗くて見えないので落石事故による怪我や滑落の危険が高まる。
特に弾丸登山による渋滞発生時は、上の人がうっかり起こした落石が下の人に直撃するリスクが高まる。

### 自粛の要請や規制
2011年夏、研究者の調査では、富士下山者の3割が弾丸登山だった。同年、「富士山環境保全協力金協議会」が弾丸登山のツアーを自粛するよう、富士山ツアーを企画する旅行業界に求めた。次いで2013年6月5日、富士山が世界文化遺産に登録されるということで富士山が注目を浴び、登山者が増えることを予想して、山梨県と静岡県が、富士山への弾丸登山の自粛を呼び掛けるよう、観光庁に要請書を提出した。これについて、観光庁長官（当時）の井手憲文は「リスクを負った登山は望ましくない」と述べている。山梨県の資料より、少なくとも2015年までそういう弾丸登山が主流な登山方式だったとは言える。
弾丸登山を規制するため、山梨県は2024年度から、吉田ルート五合目の登山道入口にゲートを設け、山小屋の宿泊予約がある人等を除き、通行規制を行っている。
2025年夏から、静岡県側からの入山に関して、夜通しで山頂を目指す危険な「弾丸登山」を防ぐため、山小屋に宿泊しない登山客に対しては午後2時から翌日午前3時までの入山を規制すると静岡県の条例で定められた。2025年3月17日に静岡県議会で条例が可決したことでそう決定した。

### 弾丸登山以外の富士登山の楽しみ方
ふじさんミュージアム（富士吉田市民俗博物館）の文献調査によると、山名政胤の『富士山行記』（1709年（宝永6年））や浜松の武士・和久田寅の『冨岳雪譜』（1803年（享和3年））など江戸時代の資料から、日の出を見るための夜の登山は、山頂までは登っていないことが判っている。もともと暗いうちに富士山を登り始める場合は、まず山腹で日の出を楽しんでから、明るくて安全な日中にのんびりと登っていたのであり、現代でも賢い人はそういう登り方をしている。
環境省などが運営する「富士山オフィシャルサイト」では、「安全で快適な登山を楽しむために、途中で1泊するようなゆとりある登山行程」を薦めている。したがって基本的に富士登山はまず山小屋の予約を入れることから始まる。もし予約を断られるほど山小屋が混んでいたら、その日は登山道も激混み状態だと推定でき、そもそも登山を避けるべきだと判る。
もしも日程上の余裕が無く「日帰り富士登山」をする場合は、午前3時半から4時などに富士山東側の吉田口を出発し、出発直後に山腹東側から日の出を楽しみ、明るくて安全な日中に山頂に向かい、無理して山頂まで行くことにこだわらず、体力・時間的に厳しいと判断したら途中で引き返し、明るいうちに5合目まで降りる方法はある。なお、「馬鹿のひとつおぼえ」のように山頂を目指すことや、日の出を見ることばかりが登山では無い。山にはさまざまな楽しみ方があり、のんびりと山腹だけ楽しんで帰ることも立派に登山だ、と心得る賢さが求められている。